# NGC 1328
NGC 1328 é uma galáxia lenticular (S0) localizada na direcção da constelação de Eridanus. Possui uma declinação de -04° 07' 28" e uma ascensão recta de 3 horas, 25 minutos e 39,0 segundos.
A galáxia NGC 1328 foi descoberta em 1886 por Frank Leavenworth.